# Suor

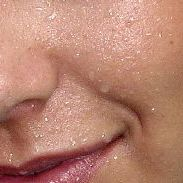
Suor facial.

O suor (do termo latino sudore), às vezes também chamado de transpiração, é a perda de líquido, consistido principalmente de cloreto de sódio e ureia em solução, que é secretado pelas glândulas sudoríparas na pele de mamíferos. Nos humanos, o suor é uma forma de excretar dejetos de nitrogênio, mas é também, e fundamentalmente, formas de regular a temperatura. A evaporação de suor da superfície da pele tem um efeito refrescante. Então, na água quente, ou quando o indivíduo sente calor por causa de exercício, mais suor é produzido. Suor é aumentado por nervosismo e náusea e diminuído por resfriados.
A transpiração excessiva também é chamada de hiperidrose ou hiper-hidrose. Os animais com poucas glândulas de suor, como os cães, conseguem resultados similares ofegando, evaporando água do revestimento molhado da cavidade oral e faringe. O suor acumulado em certas áreas do corpo humano, tais como pés, axilas e virilhas podem ser atacados por fungos e bactérias, o que pode ocasionar odores desagradáveis . Por isso, é de extrema importância que haja uma higienização adequada desses locais. A quantidade do suor também pode variar entre diferentes grupos étnicos, uma vez que a quantidade de glândulas sudoríparas pode variar entre pessoas de diferentes etnias.

## Formas de perda do calor do corpo humano
Há três formas do corpo humano perder calor: por irradiação (ondas infravermelhas), por condução (pelo contato com substâncias mais frias, como o ar) e por evaporação do suor. Mas a perda de calor por irradiação e condução são limitadas pelo fato de que, em ambas, o calor é transferido sempre do corpo de maior temperatura para o de menor e, se o ar ambiente estiver com maior temperatura que a pele humana, que é metabolicamente regulada para em torno 33 graus Celsius, os fenômenos da irradiação e condução passam a aquecer o corpo humano ao invés de o resfriar. Diferentemente, a evaporação do suor, que promove o resfriamento evaporativo, não sofre dessa limitação - cada litro de suor que evapora retira 580 quilocalorias do corpo . Portanto, acima de 33ºC de temperatura ambiente, a evaporação do suor é a única forma de eliminação de calor capaz de garantir a estabilidade da temperatura da pele que, por sua vez, permite a estabilização da temperatura interna do corpo em cerca de 36ºC. 

### A evaporação do suor
A transpiração do suor é o principal mecanismo de perda de calor do corpo humano, sendo este o mecanismo primordial de regulação da temperatura do corpo.
Caso a evaporação do suor seja impedida ou dificultada, quanto mais a temperatura ambiente se aproxima de 33ºC, maior o desconforto térmico. Se a temperatura ambiente supera 33º e a evaporação do suor for dificultada, não apenas o desconforto térmico se torna cada vez mais extremo como também pode levar à morte por hipertermia. 
A evaporação do suor permite o resfriamento evaporativo do corpo, possibilitando que a superfície do corpo (e daí a temperatura interna) possa alcançar temperaturas menores do que a ambiente, dissipando o calor gerado pelo próprio metabolismo corporal e garantindo manutenção da temperatura corporal interna em torno de 36ºC.
Veremos adiante os principais fatores que promovem ou dificultam a evaporação do suor, isto é, uma maior ou menor capacidade do suor de evaporar e, assim, de reduzir a temperatura do corpo.

#### O papel da ventilação e da umidade relativa do ar na evaporação do suor
Quanto maior a taxa de evaporação do suor, mais o corpo é resfriado. Dois fatores determinam a taxa de evaporação do suor: a umidade relativa do ar e a ventilação. 

##### Umidade relativa do ar
Quanto menor a umidade relativa do ar, maior a taxa evaporativa do suor. Se a umidade relativa se aproximar de 100%, isto significa que a capacidade do ar de conter mais vapor do que já contém tende a ser nula, reduzindo ao mínimo a taxa de evaporação do suor e levando ao máximo o desconforto término no caso de a temperatura ambiente se aproximar ou superar a do corpo humano. Felizmente, na maioria dos climas da terra, a umidade relativa se aproxima de 100% apenas durante precipitações (chuva), fenômeno atmosférico que, por si mesmo, reduz significativamente a temperatura ambiente. Em geral, quanto maior a temperatura ambiente, menor é a umidade relativa do ar (inclusive em climas tropicais úmidos), visto que, quanto maior a temperatura, mais o ar se expande, aumentando sua capacidade de conter vapor (inversamente, quanto menor a temperatura, mais o ar se contrai, reduzindo sua capacidade de conter vapor).

##### Ventilação
Quanto maior a velocidade do ar que passa sobre a superfície do corpo humano, maior a taxa de evaporação do suor. Deve-se observar que a ventilação por si mesma não reduz a temperatura ambiente, ela apenas aumenta a taxa de evaporação do suor, isto é, promove o resfriamento evaporativo do corpo humano. Ademais, a ventilação dissipa a humidade que se acumularia em torno do corpo humano.

#### Eficácia do resfriamento promovido pela evaporação do suor
Pode-se verificar em nosso corpo a enorme eficácia do resfriamento evaporativo quando, num dia quente, permanecendo molhado após um banho, secamos nosso corpo em frente a um ventilador. Por exemplo, no dia 4 de fevereiro de 2010, no Rio de Janeiro, a temperatura do ar alcançou 40ºC, a máxima do ano, por volta de 4 horas da tarde , mas a umidade relativa do ar estava em 27%, e a pressão atmosférica estava em 1 009 hectopascais; consequentemente, a temperatura de bulbo úmido era de apenas 24,2ºC, sendo esta a temperatura alcançada por uma superfície molhada exposta ao ar, como por exemplo, a pele molhada, naquele dia mais quente do ano.